# Чехословацкие железные дороги
Чехословацкие государственные железные дороги (чеш. Československé státní dráhy, ČSD) — государственная компания была железнодорожным оператором государственной железнодорожной сети Чехословакии, а также оператором некоторых железных дорог, находящихся в частной собственности. Была основана в день возникновения независимой Чехословакии 28 октября 1918 года.

## Первая ликвидация ČSD
Первый раз ČSD были ликвидированы в 1939 году в связи с разделением Чехословакии на Словацкую республику и Протекторат Богемии и Моравии. В Протекторате преемником ČSD стали «Чехоморавские железные дороги» (нем. Böhmisch-Mährische Bahn) под контролем Германской имперской железной дороги (Deutsche Reichsbahn). В Словакии была создана «Словацкая железная дорога». После восстановления Чехословакии 9 мая 1945 года были восстановлены и ČSD.

## Вторая ликвидация ČSD
Второй раз, уже окончательно, ČSD были ликвидированы 31 декабря 1992 года. В связи с подготавливаемым разделением ЧСФР федеральное собрание приняло 16 декабря 1992 года закон 625/1992 Sb. «О ликвидации государственной организации „Československé státní dráhy“», который постановил, что недвижимое имущество ČSD переходит в собственность того субъекта, на территории которого находится, а прочее имущество разделяется в пропорции 2 к 1. Новообразованные государства в дальнейшем передали полученное таким образом имущество созданным государственным железнодорожным компаниям «Чешские железные дороги» в Чехии и «Железные дороги Словацкой Республики» в Словакии.